# Geografia Maroka

Położenie Maroka

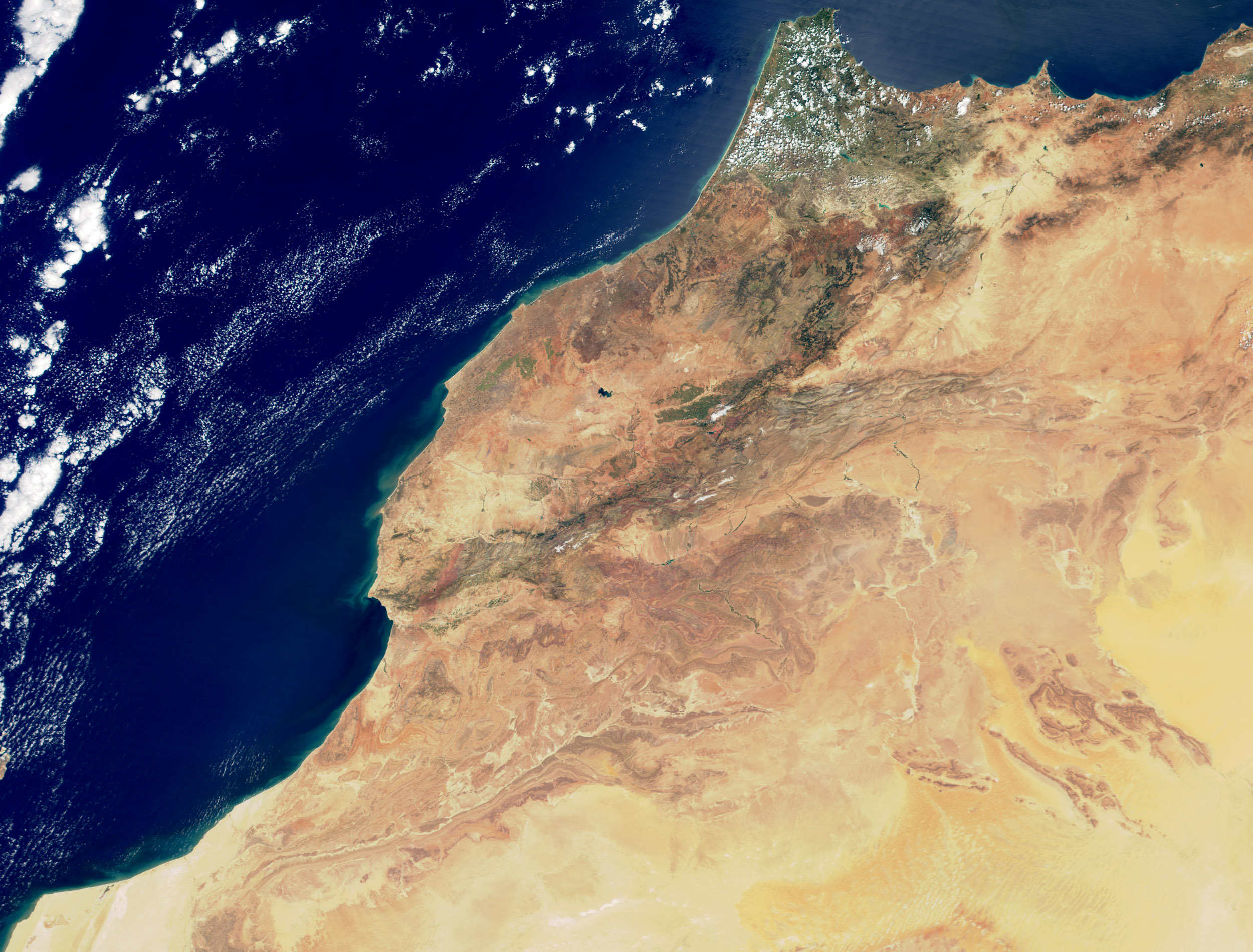
Maroko – zdjęcie satelitarne

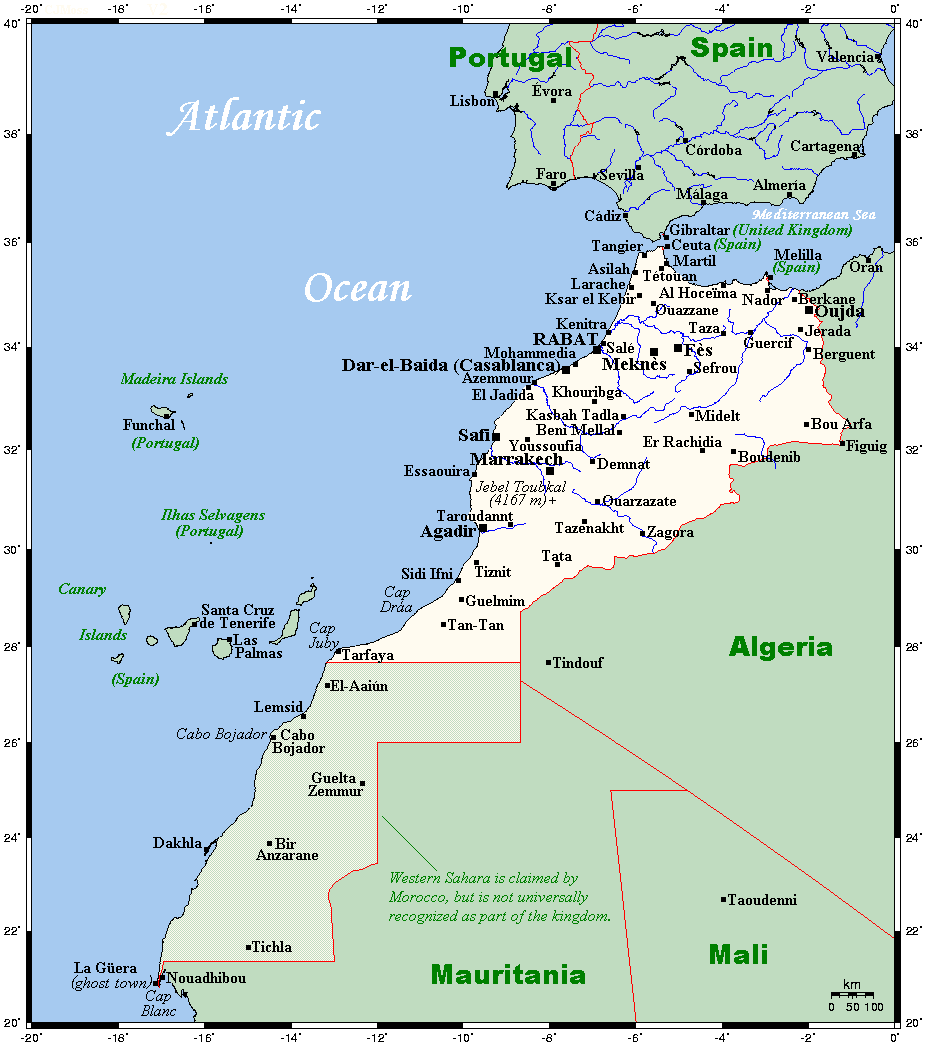
Miasta Maroka i Sahary Zachodniej

Geografia Maroka – dziedzina nauki zajmująca się badaniem Maroka pod względem geograficznym.
Maroko jest państwem leżącym w północno-zachodniej części Afryki i jest zaliczane do tzw. państw Maghrebu. Pełna nazwa kraju to Królestwo Marokańskie. Mieszkańcy Maroka nazywają je „Królestwem Zachodu” – Al-Mamlaka al-Maghribija. Europejska nazwa kraju pochodzi od nazwy jego dawnej stolicy – Marrakeszu. Jedno z mniejszych państw afrykańskich – jego powierzchnia wynosi 446 550 km². Maroko od zachodu oblewają wody Oceanu Atlantyckiego, a od północy Morza Śródziemnego. Charakterystyczną cechą Maroka jest suchy klimat i wyżynny krajobraz.

## Nazwa
Nazwa państwa – Maroko  – pochodzi od nazwy miasta Marrakeszu, która pochodzi z języka berberyjskiego, lecz nie wiadomo co dokładnie oznacza. Pełna nazwa to Królestwo Marokańskie . Arabska nazwa to Al-Maghrib, pełna to Al-Mamlaka al-Maghribijja (tłum. „Królestwo Zachodu”) . Berberyjska nazwa to Lmaɣrib, pełna: Tagldit n Lmaɣrib .

## Położenie i powierzchnia
Maroko leży w północno-zachodniej części Afryki i jest zaliczane do tzw. państw Maghrebu. Powierzchnia kraju wynosi 446 550 km² (446 300 km² zajmuje ląd a 250 km² wody) . Maroko graniczy od wschodu i południowego wschodu z Algierią (granica ma 1900 km), od południa z Saharą Zachodnią (444 km), a na północy z dwoma hiszpańskimi enklawami – Ceutą (8 km) i Melillą (10,5 km) . Od zachodu oblewają je wody Oceanu Atlantyckiego, a od północy Morza Śródziemnego  – długość linii brzegowej to 1835 km .
Maroko leży w strategicznym miejscu przy Cieśninie Gibraltarskiej i jako jedyne państwo Afryki ma dostęp zarówno do Oceanu Atlantyckiego jak i Morza Śródziemnego .

## Budowa geologiczna i rzeźba terenu

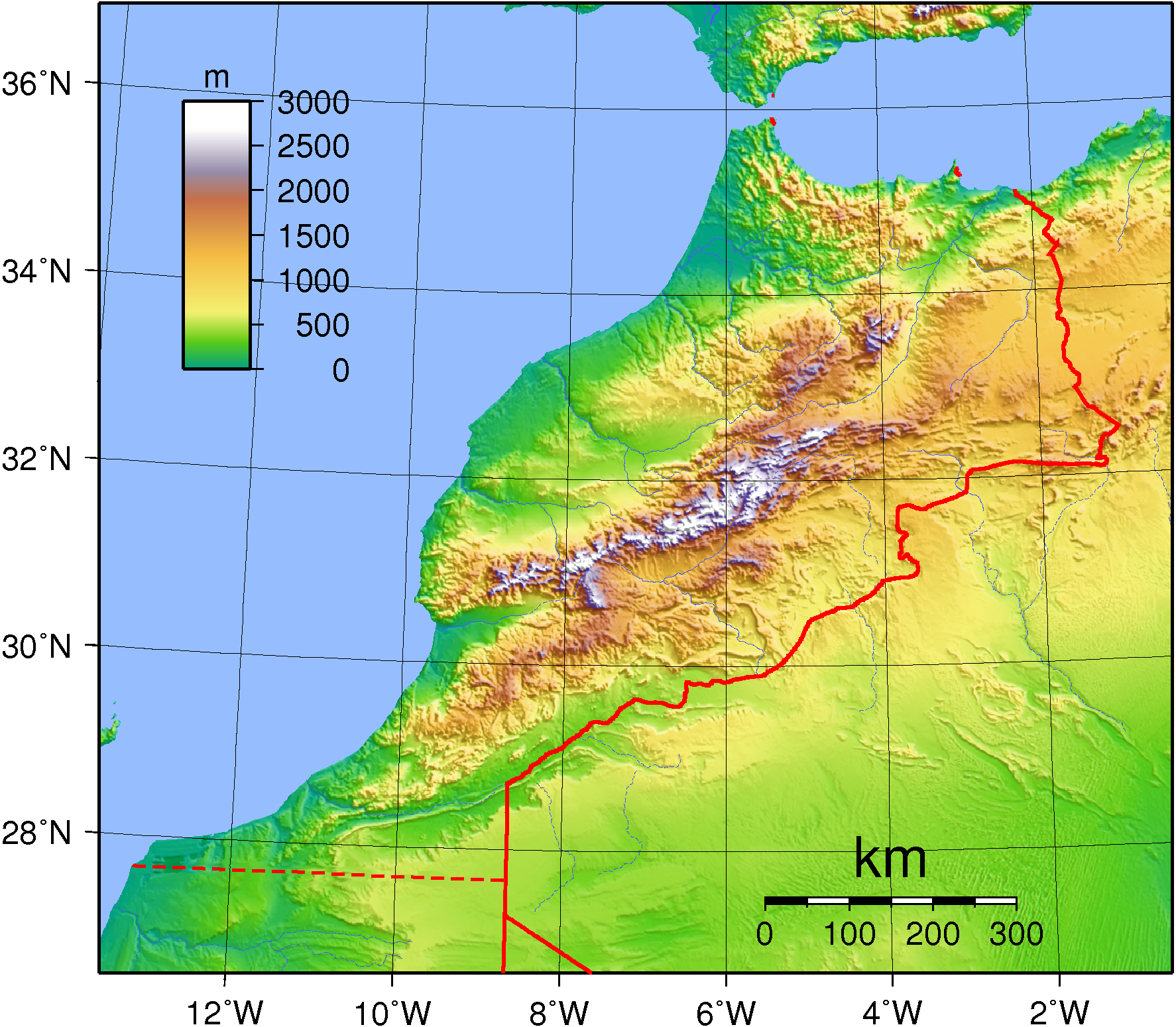
Mapa topograficzna Maroka

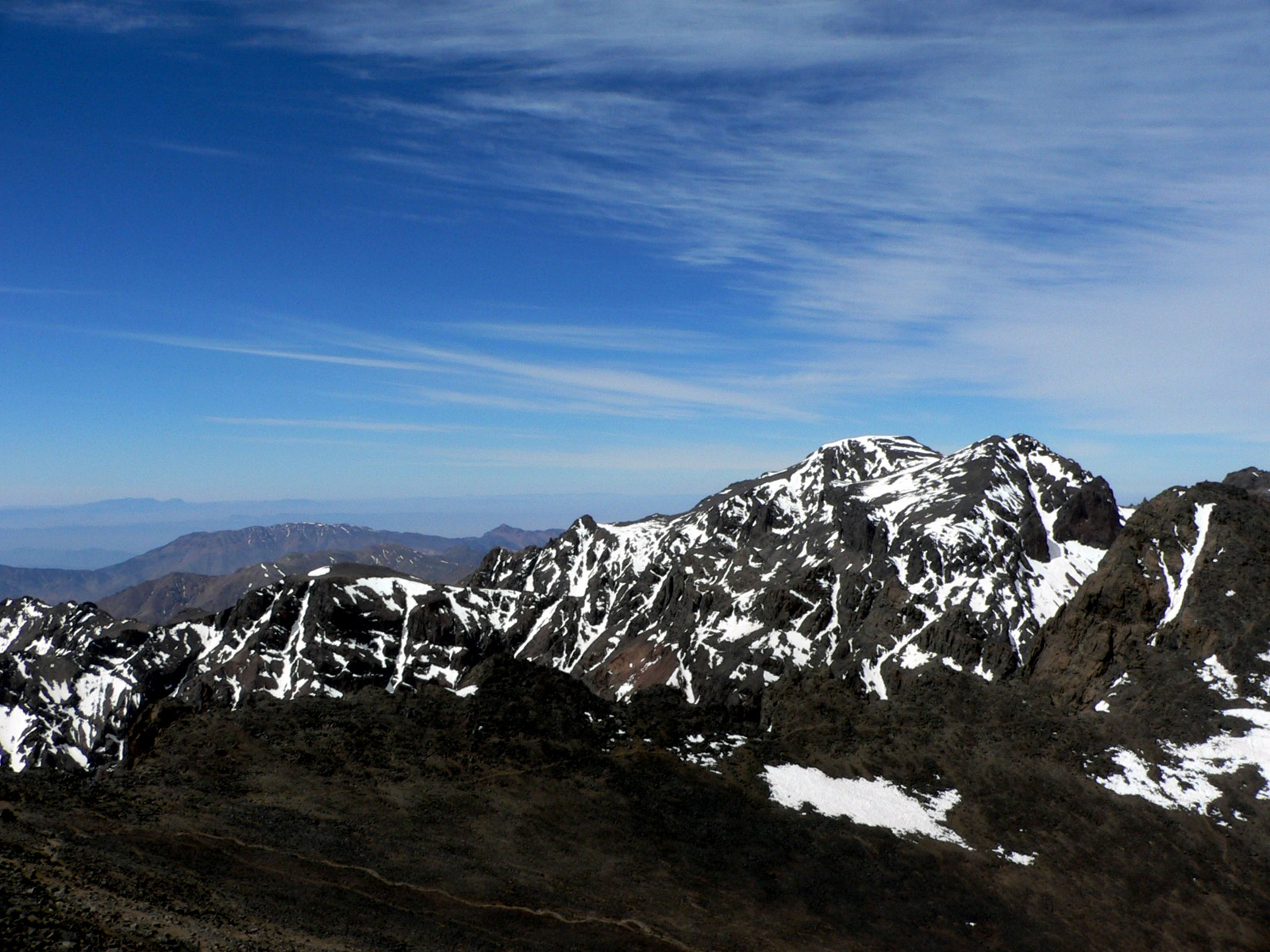
Toubkal

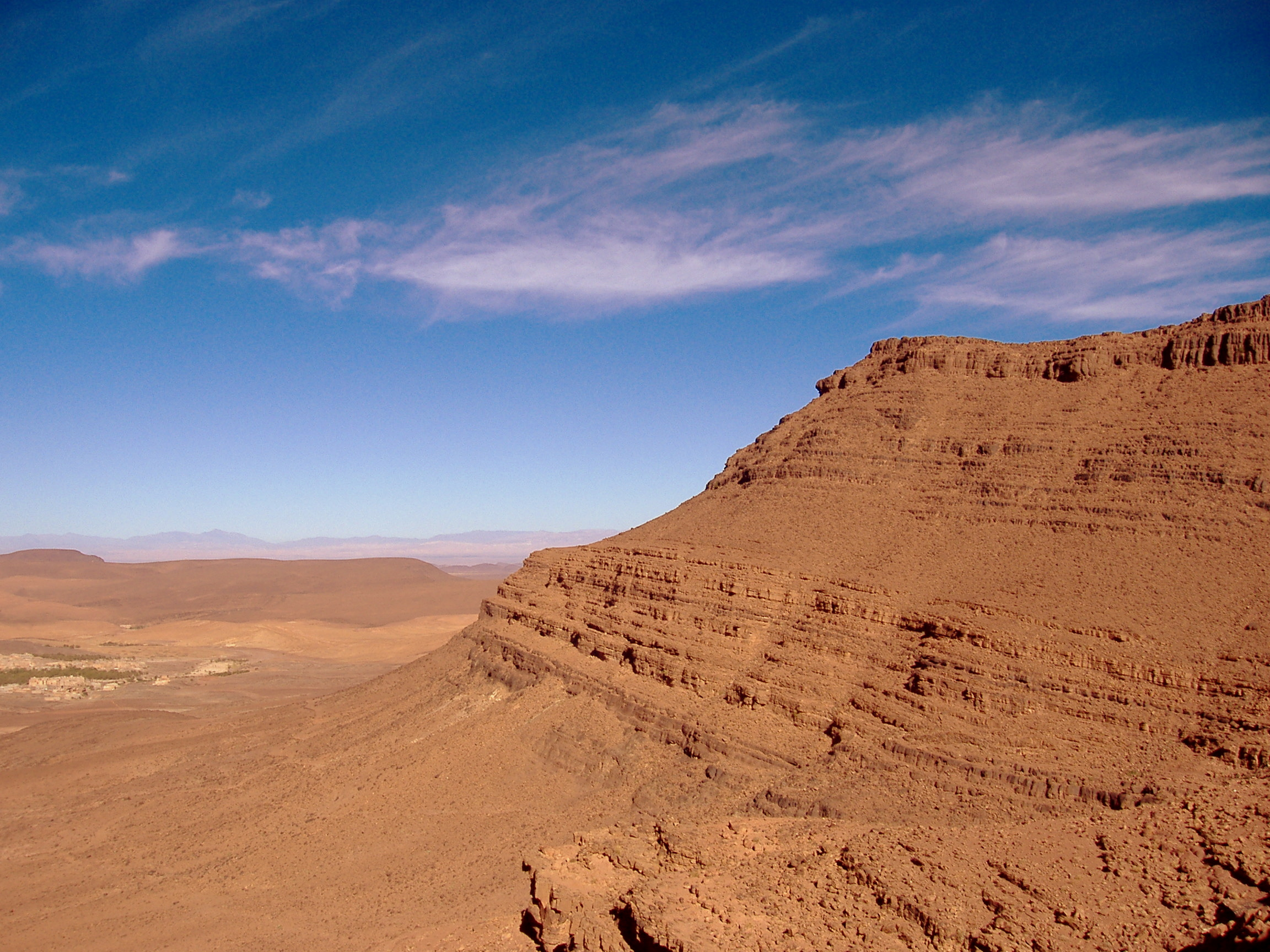
Krajobraz pustynny w okolicy Warzazatu

Maroko charakteryzuje się górzystym krajobrazem – średnia wysokość terenu wynosi 909 m n.p.m.  Przez kraj ciągnie się pasmo Atlasu – równoległe pasma Atlasu Wysokiego (740 km ), Atlasu Średniego na północy i Antyatlasu na południu . Najbardziej na północ wysuniętym pasmem górskim jest Ar-Rif nad Morzem Śródziemnym, a jego najwyższym szczytem jest Dżabal Tidighin o wysokości 2456 m n.p.m.  Najwyższym szczytem Maroka jest Tubkal, wznoszący się w Atlasie Wysokim na 4165 m n.p.m. 
Atlas i Rif zostały uformowane w okresie paleogenu i neogenu poprzez wypiętrzenie i sfałdowanie osadów Morza Tetydy . Atlas Wysoki zbudowany jest ze starych skał krystalicznych, ma typowy alpejski charakter. Góry pokryte są jurajskimi i kredowymi wapieniami W najwyższych partiach występują formy polodowcowe, a przez znaczną część roku utrzymuje się śnieg.
Antyatlas, ciągnący się na południe od Atlasu Wysokiego jest zbudowany z prekambryjskich skał metamorficznych i osadowych pochodzących z paleozoiku. Tworzy zrąb tektoniczny wypiętrzony w okresie orogenezy alpejskiej.
Na północny zachód od Atlasu Średniego rozciąga się wyżyna Meseta Marokańska, której wschodnia część wznosi się na wysokość 1500 m n.p.m.  Południową i południowo-wschodnią część kraju zajmują kamieniste i piaszczyste pustynie Sahary . Tereny nizinne występują tylko w wąskim pasie nadmorskim i w dolnym biegu rzeki Wadi Muluja .

## Klimat

Klimat Maroka według klasyfikacji klimatów Köppena

Klimat Maroka zaliczany jest do podzwrotnikowego na północy i zwrotnikowego na południu. Zaznacza się tu piętrowość klimatyczna, widoczna głównie jako piętrowość opadów, temperatury i roślinności.
Na klimat Maroka ma wpływ Atlantyk, w strefie nadmorskiej klimat jest łagodniejszy i chłodniejszy w porównaniu z wnętrzem kraju. W północnej strefie nadmorskiej, panuje klimat strefy śródziemnomorskiej. Na wybrzeżu atlantyckim występują częste mgły wskutek oddziaływania zimnego Prądu Kanaryjskiego .
W górach jest chłodniej, wraz z wysokością spadają temperatury. Na równinach w głębi kraju jest sucho. Zimą panuje chłód, a latem temperatury są wysokie.
Opady w Maroku, które zaliczane jest do krajów półpustynnych i pustynnych, są średnie. Na wybrzeżu, ze względu na chłodny Prąd Kanaryjski oscylują w granicach 400–500 mm. W głębi lądu, na południu, gdzie rozciąga się pustynia i słone równiny opady osiągają maksymalnie 100 mm. W niektórych miejscach utrzymują się średnio na poziomie 60 mm, co odpowiada wysokości opadów na obszarach pustynnych. W górach opady są wyższe. W Atlasie Wysokim przekraczają barierę 1000 mm, dzięki czemu biorą stamtąd początek liczne rzeki. Na północy, w pasie nadmorskim opady są nieco większe niż na zachodnim wybrzeżu, w Tangerze utrzymują się na poziomie 800 mm. Poza obszarami pustynnymi opady występują głównie w okresie jesienno-zimowym, do marca. Latem deszcz nie pada przez co najmniej trzy miesiące z wyjątkiem obszaru Atlasu, gdzie deszcz może spaść także latem. Zimą w górach pada śnieg, czasami zdarza się także opad śnieżny na niższych wysokościach.
Maroko zaliczane jest do ciepłych krajów. Jednak temperatury są zróżnicowane ze względu na wpływ prądów morskich. Na klimat ma przede wszystkim wpływ zimny Prąd Kanaryjski, który sprawia, że zimą temperatura na wybrzeżach oscyluje średnio na poziomie 12 °C, a latem wzrasta tylko do 22 °C. Nawet na południu są one zaledwie o jeden, dwa stopnie wyższe. W głębi kraju na równinach oraz terenach pustynnych i półpustynnych latem temperatury sięgają nawet 50 °C. Średnia temperatura dobowa latem dla terenów pustynnych to 29–34 °C. Wartości te zależą od wysokości nad poziomem morza.
| Miesiąc                                                                        | Sty   | Lut   | Mar   | Kwi   | Maj   | Cze   | Lip   | Sie   | Wrz   | Paź   | Lis   | Gru   | Roczna |
| ------------------------------------------------------------------------------ | ----- | ----- | ----- | ----- | ----- | ----- | ----- | ----- | ----- | ----- | ----- | ----- | ------ |
| Rekordy maksymalnej temperatury [°C]                                           | 27.0  | 31.0  | 32.6  | 35.6  | 39.8  | 43.7  | 45.6  | 45.8  | 42.3  | 36.3  | 35.1  | 28.3  | 45,8   |
| Średnie temperatury w dzień [°C]                                               | 17.2  | 17.7  | 19.2  | 20.0  | 22.1  | 24.1  | 26.8  | 27.1  | 26.4  | 24.0  | 20.6  | 17.7  | 21,9   |
| Średnie dobowe temperatury [°C]                                                | 12.6  | 13.1  | 14.2  | 15.2  | 17.4  | 19.8  | 22.2  | 22.4  | 21.5  | 19.0  | 15.9  | 13.2  | 17,2   |
| Średnie temperatury w nocy [°C]                                                | 8.0   | 8.6   | 9.2   | 10.4  | 12.7  | 15.4  | 17.6  | 17.7  | 16.7  | 14.1  | 11.1  | 8.7   | 12,5   |
| Rekordy minimalnej temperatury [°C]                                            | -3.2  | -2.6  | -1.0  | 3.8   | 5.3   | 10.0  | 11.6  | 13.0  | 10.0  | 7.0   | -0.6  | 0.9   | −3,2   |
| Opady [mm]                                                                     | 77.2  | 74.1  | 60.9  | 62.0  | 25.3  | 6.7   | 0.5   | 1.3   | 5.7   | 43.6  | 96.7  | 100.9 | 554,9  |
| Średnia liczba dni z opadami                                                   | 9.9   | 9.8   | 9.0   | 8.7   | 5.7   | 2.4   | 0.3   | 0.4   | 2.4   | 6.4   | 10.2  | 10.4  | 75,6   |
| Wilgotność [%]                                                                 | 82    | 82    | 80    | 78    | 77    | 78    | 78    | 79    | 80    | 79    | 80    | 83    | 80     |
| Średnie usłonecznienie [h]                                                     | 179.9 | 182.3 | 232.0 | 254.5 | 290.5 | 287.6 | 314.7 | 307.0 | 261.1 | 235.1 | 190.5 | 180.9 | 2916,1 |
| Źródło: National Oceanic and Atmospheric Administration 2020-07-01             |       |       |       |       |       |       |       |       |       |       |       |       |        |
| Źródło #2: Deutscher Wetterdienst (wilgotność, notowania rekordowe) 2020-07-01 |       |       |       |       |       |       |       |       |       |       |       |       |        |

## Wody

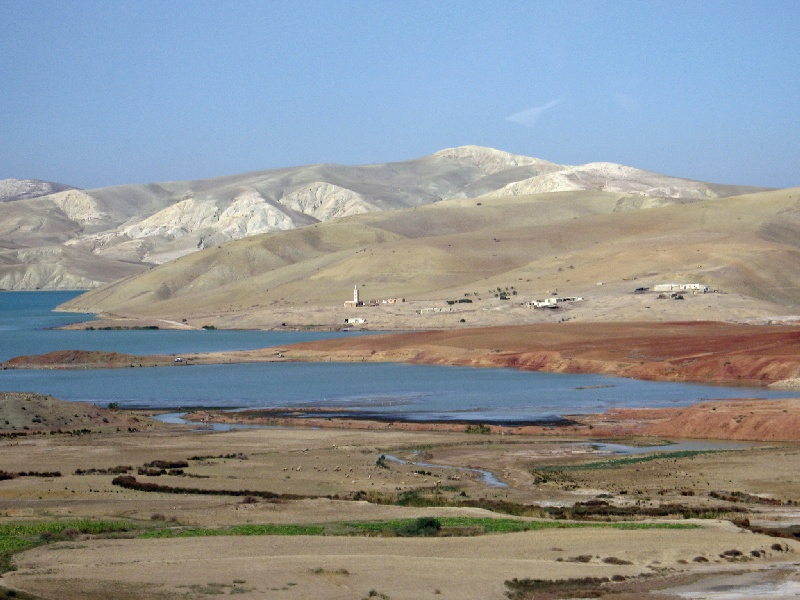
Wadi Sibu

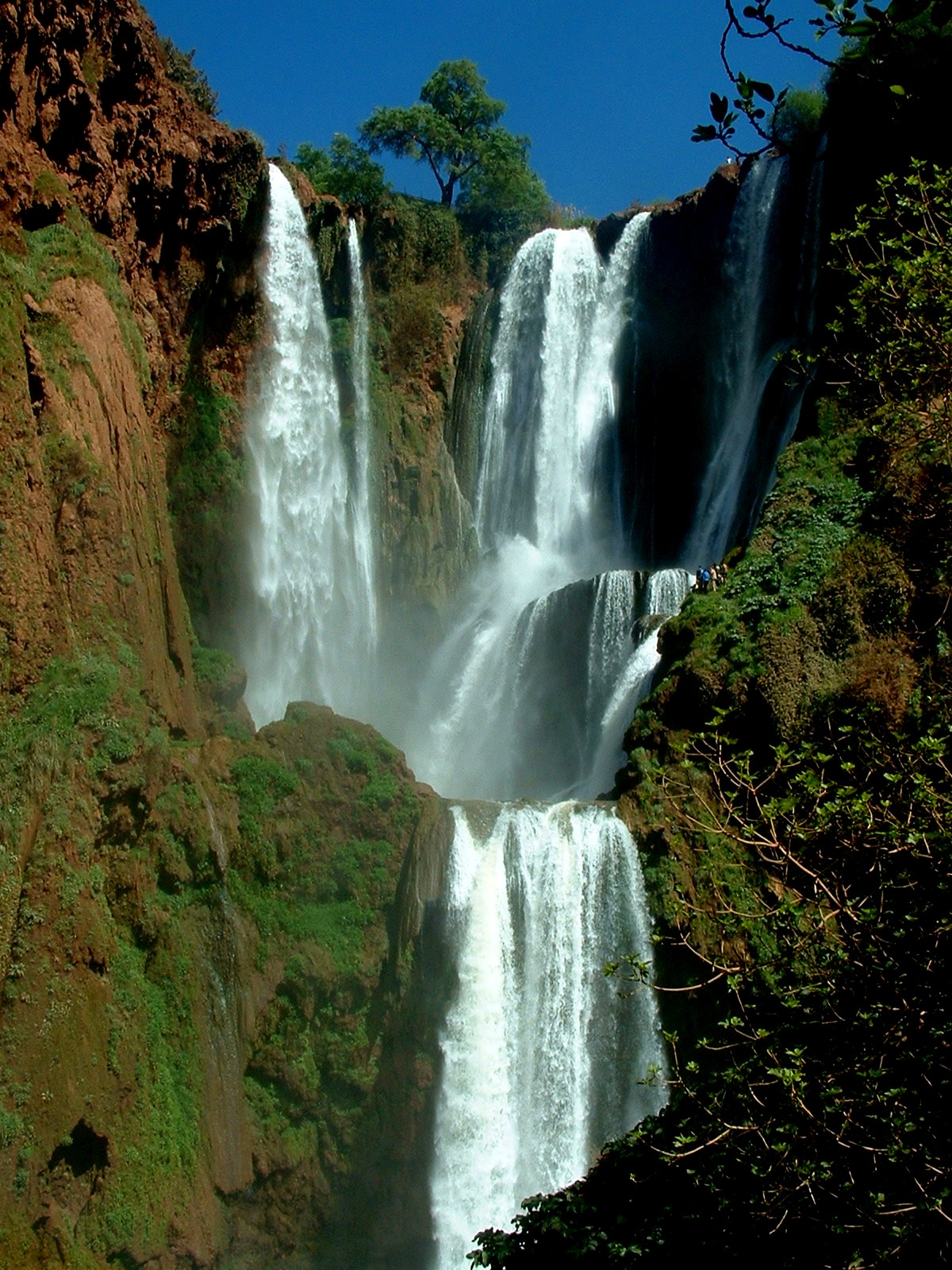
Wodospad Szallalat Uzud na rzece Wadi Uzud

Maroko jak na kraj pustynny ma duże zasoby wód rzecznych i podziemnych. Główną przyczyną jest ukształtowanie powierzchni kraju. Wysokie góry, ośnieżone zimą (listopad–maj) i otrzymujące duże opady deszczu głównie w okresie jesiennym, sprawiają, że Maroko posiada rozwinięty system rzeczny . Większość rzek wypływa z zachodnich stoków Atlasu lub południowych stoków Rifu spływają w kierunku zachodnim do Oceanu Atlantyckiego . Rzeki z północnych stoków Rifu uchodzą a do Morza Śródziemnego .
Pomimo dużych opadów, większość rzek wysycha w okresie letnim, a największe jak Wadi Subu na północy w suchych latach zmieniają się w strumienie. Pogodę kształtują Atlantyk i basen Morza Śródziemnego, co sprawia, że nie każde lato jest wybitnie suche na północy kraju. Atlantyckie prądy morskie nie przynoszą jednak letnich opadów deszczu, co sprawia, że południowa część kraju jest suchsza od północnej. Również na północy, gdzie panuje klimat śródziemnomorski, lata są z reguły suchsze od zim. Niemniej Maroko jest wilgotniejsze od innych krajów Afryki Północnej, takich jak Libia czy Egipt, gdzie opady są znikome.
Maroko jest czasami nawiedzane przez lokalne powodzie związane z roztopami śniegu w górach. Gwałtownie topniejące śniegi powodują wezbranie wód w dolinach rzek, a w konsekwencji powodzie. Jest to jedynie ekstremalne zjawisko związane z pogodą, niemające nic wspólnego z anomaliami.
Ponieważ latem zmniejsza się stan wód rzecznych, Maroko posiada liczne zbiorniki retencyjne, które nie tylko chronią przed wiosennymi powodziami, ale stanowią źródło wody pitnej oraz wody używanej w celu nawadniania terenów rolniczych .
Rzeki stałe występują w północnej i zachodniej części kraju – największe z nich to : Wadi Sibu (450 km) – najbardziej zasobna w wodę , Wadi Umm ar-Rabija i Wadi Muluja (515 km) – jedyna większa rzeka uchodząca do Morza Śródziemnego . W południowej i we wschodniej części nieliczne pojawiają się rzeki okresowe, m.in. a najdłuższa z nich to Wadi Dara  – najdłuższa rzeka Maroka (ok. 1100 km) . 

## Gleby
Najważniejsze gleby dla rolnictwa to czarne gleby ilaste tirs, które występują w dolinach rzek oraz na terenach nizinnych . W górach Atlasu występują gleby brązowe (cynamonowe) oraz brunatne. Często są one kamieniste i mają płytką strukturę. Na terenach podgórskich na południowych i wschodnich stokach Atlasu występują półpustynne kserosole – szaroziemy. Na pustyni zaś litosole, gdzie w wielu miejscach tereny te są pozbawione życia (brak roślinności). Miejscami występują także słone gleby i wyschnięte słone jeziora.

## Flora i fauna

### Flora

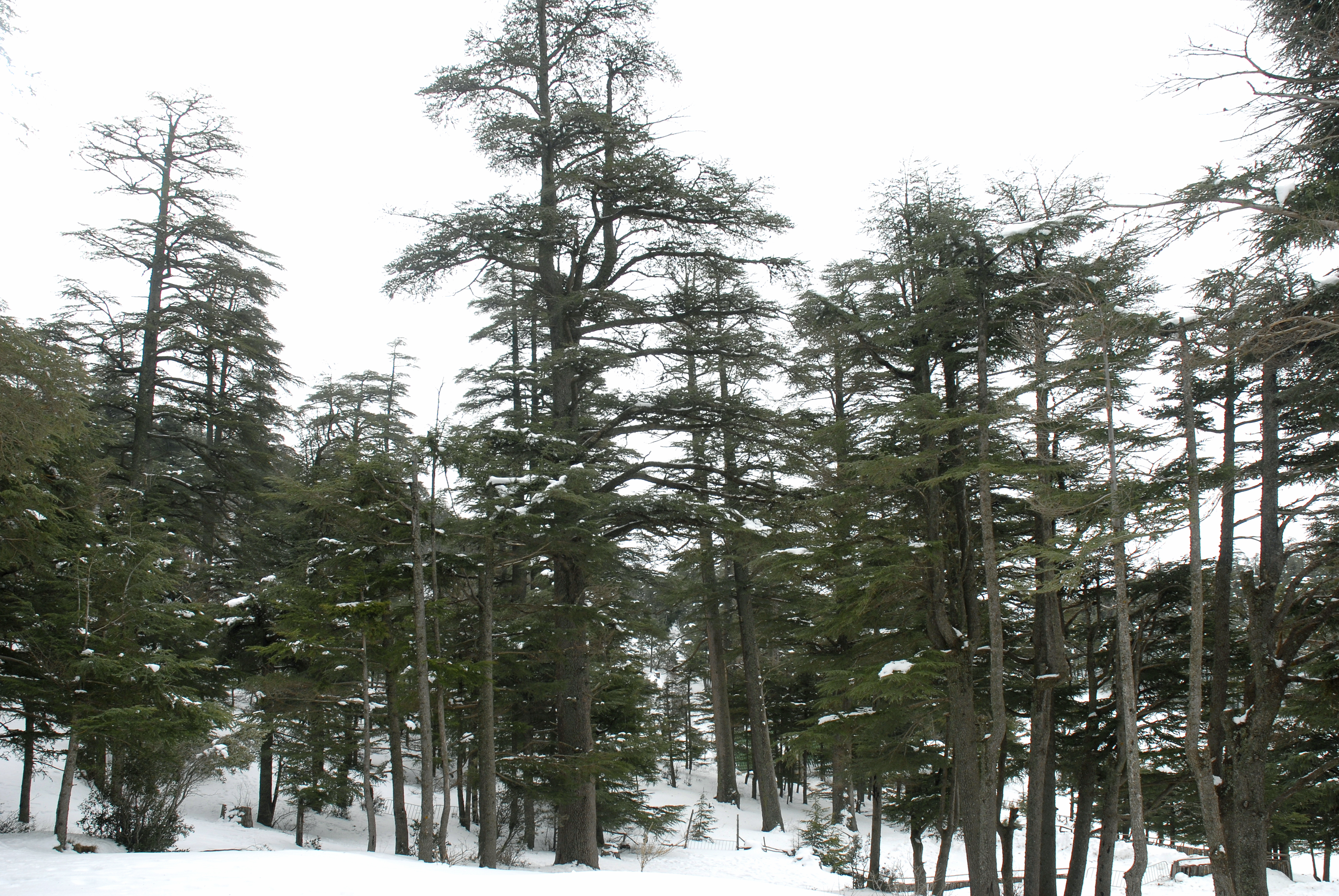
Las cedrowy w Atlasie

Maroko ma dosyć bogatą florę. W dolinach rzek, jak i na wybrzeżu powszechne są palmy, na północy zaś roślinność śródziemnomorska. 
W górach pierwotnie występowały sosny, dęby i akacje. Lasy te zostały jednak mocno przetrzebione na potrzeby głównie przemysłu. Obecnie zajmują jedynie 12% powierzchni kraju. Jednak większe kompleksy leśne zachowały się w Ar-Rifie oraz w Atlasie Wysokim i Średnim z dębami, oliwkami i pistacjami. Licznie występują krzewy i pnącza. Występuje tu także cedr atlantycki, który porasta góry do wysokości 3000 m n.p.m.
Na obszarach półpustynnych i pustynnych występują suchorośla, a miejscami rosną palmy daktylowe, które porastają także nieliczne oazay.

### Fauna

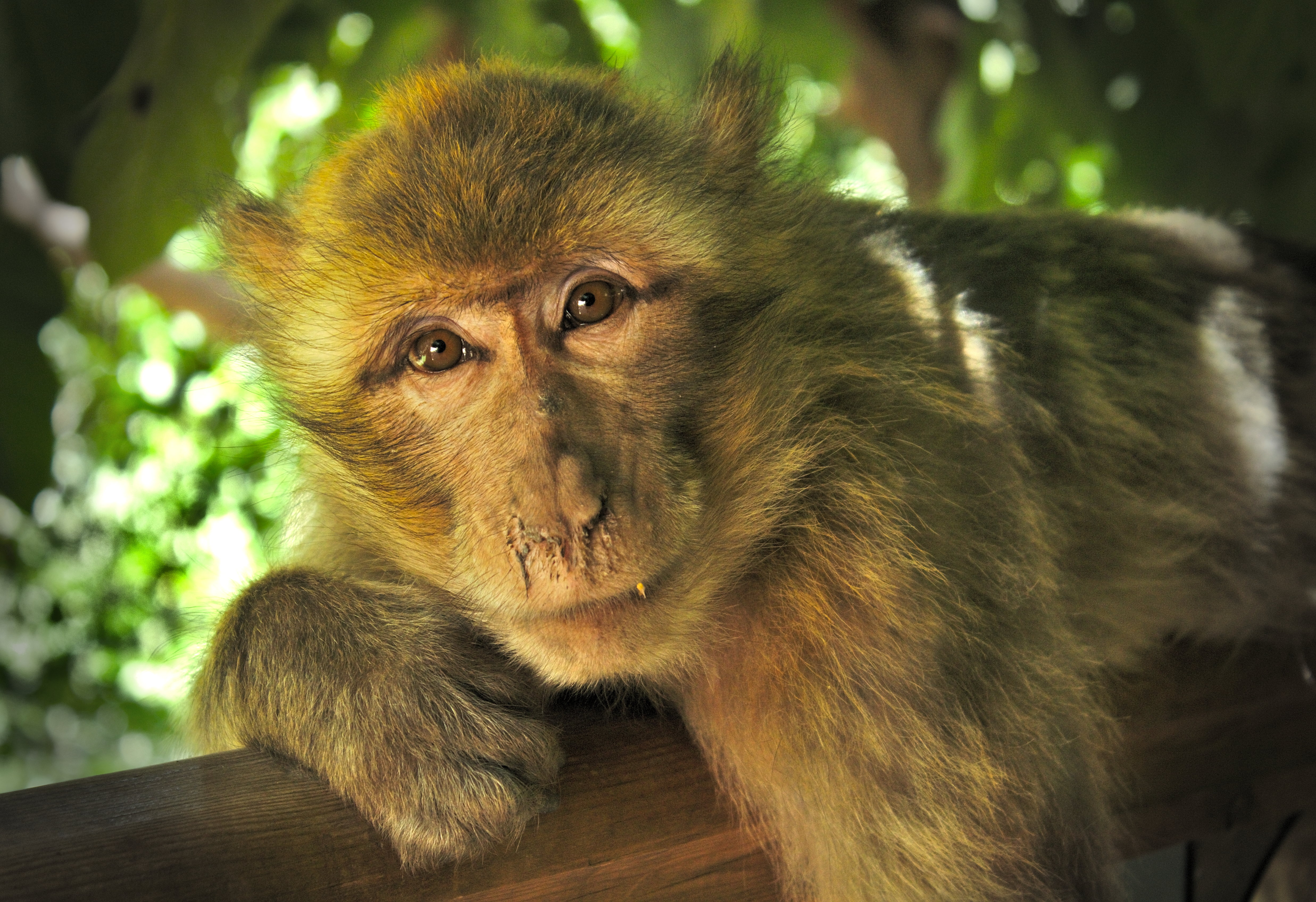
Makak berberyjski, Szallalat Uzud

Duża część pierwotnej fauny uległa wyniszczeniu wraz z napływem ludności. Jeszcze w czasach rzymskich w lasach Ghabat al-Mamura bytowały słonie. W lasach koło Meknesu żyły lwy. Lasy te jednak podpalono w XVII wieku, by uporać się z drapieżnikami, które stanowiły plagę dla miejscowych. Słonie wyginęły pod koniec starożytności, a ostatni lew padł na początku XX w.
W Maroku występuje duża liczba gatunków zwierząt. W lasach cedrowych gór Atlasu Średniego występują m.in. makaki magoty, żenety, rysie, jeżozwierze, owce grzywiaste. W paśmie Atlasu Wschodniego natknąć się można na susły, wiewiórki berberyjskie, ryjkonosy i muflony. Morskie obszary Maroka są również obfite w świat zwierzęcy. Występują tam m.in. liczne gatunki ryb, takie jak np. mieczniki, cefale, tuńczyki, leszcze morskie, węgorze, nitkopłetwy oraz ośmiornice i liczne gatunki skorupiaków. Żyją tu także morświny i delfiny.
W Maroku występuje 100 gatunków ssaków w tym rzadkie, m.in. szakale złociste, lamparty, gazele dorkas. Kraj ten zamieszkuje również około 210 gatunków ptaków, w tym wiele brodzących. Żyją tu olbrzymie stada flamingów, a także orłosępy brodate, których rozpiętość skrzydeł osiąga do 3 metrów.
Plagą wciąż pozostaje szarańcza, która niszczy użytki rolne. 

### Ochrona przyrody
Na terenie Maroka utworzono 10 parków narodowych (stan na lipiec 2020 roku).

## Geografia ekonomiczna
Na obszarze Maroka występują złoża: fosfatów, rudy żelaza, manganu, ołowiu i cynku . 

### Transport

#### Kolej
Kolej w Maroku w przeciwieństwie do innych państw afrykańskich jest dość rozwinięta, lecz nie tak jak to ma miejsce w Europie. W 2001 roku sieć kolejowa Maroka miała 1907 km długości, co daje średnią gęstość 0,4271 km linii na 100 km². W tym na odcinku 1003 km sieć jest zelektryfikowana (prąd stały 3 kV), a na 370 km sieć jest dwutorowa. W 2001 roku państwowy przewoźnik ONCF eksploatował 220 lokomotyw, w tym 81 elektrycznych oraz 14 trójczłonowych elektrycznych zespołów trakcyjnych.
Najważniejszą linią kolejową jest linia łącząca Casablankę i Rabat linia ta została gruntownie zmodernizowana w latach 80. XX w. i jest przystosowana do prędkości 160 km/h. Głównym towarem, który przewozi kolej marokańska są fosforyty, dzięki którym w latach 30. XX w. rozwinęła się sieć kolejowa w Maroku. Produkcja fosforytów, a co za tym idzie również przewóz, mocno spadła w latach 70. XX wieku.